# VfL Wolfsburg (Verein)
Der Verein für Leibesübungen Wolfsburg e. V., allgemein bekannt als VfL Wolfsburg, ist (Stand 2020) mit rund 4500 Mitgliedern in 29 Abteilungen einer der größten und am breitesten aufgestellten Sportvereine Niedersachsens.
Über Jahrzehnte konnte sich der VfL Wolfsburg in diversen Sportarten auf nationaler Ebene behaupten und errang zahlreiche deutsche Meistertitel; auch für seine erfolgreiche Nachwuchsarbeit ist der Verein bekannt. Eine breitere nationale und auch internationale Bekanntheit erlangte der Verein jedoch vor allem durch seine professionelle Fußballabteilung, die 2001 in die VfL Wolfsburg-Fußball GmbH ausgegliedert wurde und seit 2007 eine vom Verein unabhängige, hundertprozentige Tochtergesellschaft der Volkswagen AG ist.

## Geschichte

Logo 1953–1998

Logo 1998–2002

### Verein
Der Verein wurde am 12. September 1945, wenige Monate nach Ende des Zweiten Weltkriegs, unter dem Namen Volkssport- und Kulturverein (VSK) Wolfsburg gegründet. Schon kurze Zeit später wurde der VSK in Verein für Leibesübungen Volkswagenwerk umbenannt und danach in den Verein für Leibesübungen Wolfsburg überführt. Zu den ersten Abteilungen des VfL Wolfsburg zählten Fußball, Handball, Turnen, Tennis, Radsport, Boxen und Schach. Viele dieser Abteilungen konnten sportliche Erfolge aufweisen.

### Vereinsfarben
Der damalige Kreisjugendpfleger Bernward Elberskirch hatte noch zehn Fußballtrikots zur Hand, sie waren grün. Die Hosen wurden von den Frauen der Spieler aus privat gespendeten Bettlaken genäht. Als 1955 die Stadtflagge von Wolfsburg eingeführt wurde, wählte man die Farben Grün und Weiß. Diese sind auch die offiziellen Wolfsburger Stadtfarben geworden.

### GmbH
Die gewinnorientiert arbeitende Profifußball-GmbH wurde am 16. Januar 2001 gegründet. Das Amtsgericht Wolfsburg vollzog am 23. Mai 2001 die Ausgründung der Lizenzspielerabteilung des Vereins in die VfL Wolfsburg-Fußball GmbH. Da die Volkswagen AG den Verein zuvor mehr als 20 Jahre lang gefördert hatte, durfte sie – entgegen der 50+1-Regel – durch eine Sonderregelung 90 Prozent der Anteile an der VfL Wolfsburg-Fußball GmbH übernehmen. Der Verein hielt 10 Prozent der Anteile. Seit der Befürwortung von 93 der 94 Vereinsdelegierten auf der Delegierten-Versammlung des Vereins am 28. November 2007 ist die GmbH eine hundertprozentige Tochtergesellschaft der Volkswagen AG.

## Vereinsstruktur
Der Verein VfL Wolfsburg e. V. besteht aus folgenden 29 Abteilungen:
- Armwrestling, seit 1993
- Badminton, seit 1956
- Basketball, seit 1957
- Bowling, seit 1978
- Boxen, seit 1955
- Cheerleading, seit 1998
- Darts, seit 2010
- Fechten, seit 1955
- Fördersport Motorik, seit 2007
- Fußball, von 1945 bis 2001
- Gewichtheben, seit 1954
- Handball, seit 1945
- Hockey, seit 1946
- Jazz-/Modern Dance, seit 1975
- Judo/Ju-Jutsu, seit 1953
- Karate/Capoeira
- Leichtathletik, seit 1946
- Motorsport, seit 2005
- Radsport, seit 1987
- Reha–Behindertensport, seit 1959
- Ringen, seit 1952
- Rollkunstlauf, seit 1982
- Schwimmen, seit 1947
- Tanzen, seit 1976
- Tauchsport, seit 1984
- Triathlon, seit 1986
- Turnen, seit 1945
- Volleyball, seit 1973
- Wasserspringen, seit 1947
- Wushu/Taijiquan, seit 1976

Die etwa 17.000 Mitglieder des WölfeClubs und des WölfiClubs der VfL Wolfsburg-Fußball GmbH sind keine ordentlichen Mitglieder des Vereins.
Bis 2021 wurde der Verein durch ein Präsidium geleitet. 2022 ging die Führung an einen Vorstand über. Aktueller Vorstandsvorsitzender ist Stephan Ehlers (Stand Januar 2022).

## Badminton
Im Badminton zeichneten besonders Willi Braun, Harald Klauer, Volker Renzelmann, Elke Weber, Cathrin Hoppe und Ingrid Thaler-Morsch für Wolfsburger Erfolge verantwortlich. Willi Braun war international einer der erfolgreichsten deutschen Badmintonspieler in den 70er Jahren. Er gewann gemeinsam mit Roland Maywald 1972 und 1974 den Europameistertitel im Herrendoppel, nachdem er in der gleichen Disziplin schon 1968 Bronzemedaillengewinner mit Franz Beinvogl geworden war. 1976 verabschiedete er sich erneut mit Bronze bei der EM von der internationalen Bühne.

### Deutsche Meistertitel
| Veranstaltung                    | Saison  | Disziplin    | Meister                                                                          |
| -------------------------------- | ------- | ------------ | -------------------------------------------------------------------------------- |
| Deutsche Einzelmeisterschaft     | 1967/68 | Herrendoppel | Franz Beinvogl / Willi Braun (MTV 79 München / VfL Wolfsburg)                    |
| Deutsche Einzelmeisterschaft U22 | 1971/72 | Herrendoppel | Michael Schnaase / Rolf Würfel (SC Union 08 Lüdinghausen / VfL Wolfsburg)        |
| Deutsche Einzelmeisterschaft     | 1973/74 | Herrendoppel | Willi Braun / Roland Maywald (VfL Wolfsburg / 1. BC Beuel)                       |
| Deutsche Einzelmeisterschaft     | 1974/75 | Herrendoppel | Willi Braun / Roland Maywald (VfL Wolfsburg / 1. BC Beuel)                       |
| Deutsche Einzelmeisterschaft     | 1975/76 | Herrendoppel | Willi Braun / Roland Maywald (VfL Wolfsburg / 1. BC Beuel)                       |
| Deutsche Einzelmeisterschaft U22 | 1975/76 | Dameneinzel  | Elke Weber (VfL Wolfsburg)                                                       |
| Deutsche Einzelmeisterschaft     | 1976/77 | Herrendoppel | Willi Braun / Roland Maywald (VfL Wolfsburg / 1. BC Beuel)                       |
| Deutsche Einzelmeisterschaft U22 | 1976/77 | Damendoppel  | Elke Weber / Jutta Vogel (VfL Wolfsburg / PSV Grün Weiß Wiesbaden)               |
| Deutsche Einzelmeisterschaft U22 | 1977/78 | Dameneinzel  | Elke Weber (VfL Wolfsburg)                                                       |
| Deutsche Einzelmeisterschaft U22 | 1977/78 | Damendoppel  | Elke Weber / Jutta Vogel (VfL Wolfsburg / TV Mainz-Zahlbach)                     |
| Deutsche Einzelmeisterschaft     | 1978/79 | Mixed        | Michael Schnaase / Ingrid Thaler (1. BV Mülheim / VfL Wolfsburg)                 |
| Deutsche Einzelmeisterschaft U18 | 1978/79 | Herrendoppel | Harald Klauer / Gerhard Treitinger (VfL Wolfsburg / SV Fortuna Regensburg)       |
| Deutsche Einzelmeisterschaft U18 | 1978/79 | Mixed        | Harald Klauer / Dorett Hökel (VfL Wolfsburg / TV Pforzheim)                      |
| Deutsche Einzelmeisterschaft     | 1979/80 | Damendoppel  | Brigitte Steden / Elke Weber (TSV Glinde / VfL Wolfsburg)                        |
| Deutsche Einzelmeisterschaft U22 | 1979/80 | Herrendoppel | Harald Klauer / Gerhard Treitinger (VfL Wolfsburg / SV Fortuna Regensburg)       |
| Deutsche Einzelmeisterschaft     | 1980/81 | Damendoppel  | Brigitte Steden / Elke Weber (TSV Glinde / VfL Wolfsburg)                        |
| Deutsche Einzelmeisterschaft     | 1984/85 | Damendoppel  | Mechtild Hagemann / Cathrin Hoppe-Hofmann (TV Mainz-Zahlbach / VfL Wolfsburg)    |
| Deutsche Einzelmeisterschaft U22 | 1984/85 | Mixed        | Volker Renzelmann / Cathrin Hoppe-Hofmann (VfL Wolfsburg)                        |
| Deutsche Einzelmeisterschaft U22 | 1984/85 | Damendoppel  | Birgit Schilling / Cathrin Hoppe-Hofmann (SV Fortuna Regensburg / VfL Wolfsburg) |
| Deutsche Einzelmeisterschaft O32 | 1988/89 | Herreneinzel | Hans Werner Niesner (VfL Wolfsburg)                                              |
| Deutsche Einzelmeisterschaft O45 | 1992/93 | Herreneinzel | Joachim Schimpke (VfL Wolfsburg)                                                 |

### Deutsche Vizemeistertitel
| Veranstaltung                    | Saison  | Disziplin    | Vizemeister                                                                |
| -------------------------------- | ------- | ------------ | -------------------------------------------------------------------------- |
| Deutsche Einzelmeisterschaft U18 | 1960/61 | Herrendoppel | Willi Braun / Dietrich Franke (VfL Wolfsburg / TSV Ehmen)                  |
| Deutsche Einzelmeisterschaft U18 | 1960/61 | Herreneinzel | Willi Braun (VfL Wolfsburg)                                                |
| Deutsche Einzelmeisterschaft     | 1965/66 | Herrendoppel | Willi Braun / Peter Kretschmer (VfL Wolfsburg)                             |
| Deutsche Einzelmeisterschaft     | 1966/67 | Herrendoppel | Willi Braun / Detlev Würfel (VfL Wolfsburg)                                |
| Deutsche Einzelmeisterschaft     | 1966/67 | Herreneinzel | Willi Braun (VfL Wolfsburg)                                                |
| Deutsche Einzelmeisterschaft U22 | 1969/70 | Mixed        | Hans Werner Niesner / Ilse Brigitte Riekhoff (VfL Wolfsburg / VfB Lübeck)  |
| Deutsche Einzelmeisterschaft     | 1970/71 | Herrendoppel | Willi Braun / Roland Maywald (VfL Wolfsburg / 1. BC Beuel)                 |
| Deutsche Einzelmeisterschaft     | 1971/72 | Herrendoppel | Willi Braun / Roland Maywald (VfL Wolfsburg / 1. BC Beuel)                 |
| Deutsche Einzelmeisterschaft U14 | 1973/74 | Mixed        | Sbrisny / Angelika Gose (TuS Wunstorf / VfL Wolfsburg)                     |
| Deutsche Einzelmeisterschaft U22 | 1976/77 | Dameneinzel  | Elke Weber (VfL Wolfsburg)                                                 |
| Deutsche Einzelmeisterschaft     | 1977/78 | Damendoppel  | Jutta Vogel-Rosenow (G. W. Wiesbaden) / Elke Weber (VfL Wolfsburg)         |
| Deutsche Einzelmeisterschaft U18 | 1977/78 | Herrendoppel | Harald Klauer / Gerhard Treitinger (VfL Wolfsburg / SV Fortuna Regensburg) |
| Deutsche Einzelmeisterschaft     | 1978/79 | Damendoppel  | Ingrid Morsch (VfL Wolfsburg) / Marie Luise Schulta-Jansen (1. BV Mülheim) |
| Deutsche Einzelmeisterschaft     | 1979/80 | Damendoppel  | Marie Luise Schulta-Jansen (1. BV Mülheim) / Ingrid Morsch (VfL Wolfsburg) |
| Deutsche Einzelmeisterschaft U18 | 1981/82 | Herreneinzel | Volker Renzelmann (VfL Wolfsburg)                                          |
| Deutsche Einzelmeisterschaft U18 | 1982/83 | Herreneinzel | Volker Renzelmann (VfL Wolfsburg)                                          |
| Deutsche Einzelmeisterschaft U18 | 1982/83 | Mixed        | Volker Renzelmann (VfL Wolfsburg) / Katrin Schmidt (1. PBC Neustadt)       |
| Deutsche Einzelmeisterschaft     | 1983/84 | Mixed        | Volker Renzelmann (VfL Wolfsburg) / Cathrin Hoppe (VfL Wolfsburg)          |
| Deutsche Einzelmeisterschaft U22 | 1983/84 | Mixed        | Volker Renzelmann / Cathrin Hoppe (VfL Wolfsburg)                          |

## Handball

### Hallenhandball
Die Männermannschaft des VfL Wolfsburg erreichte die Endrunden 1957, 1958, 1959 und 1961 um die deutsche Meisterschaft im Hallenhandball, die letzten drei Male jeweils als Norddeutscher Meister. 1961 erreichten die „Wölfe“ das Endspiel gegen Frisch Auf Göppingen, das allerdings mit 3:5 verloren ging. 1958 und 1959 scheiterte man jeweils im Halbfinale, 1957 wurde der VfL Dritter der Vorrundengruppe.
Die Frauenmannschaft des VfL Wolfsburg spielte in der Saison 2006/07 in der 2. Bundesliga, stieg jedoch am Ende der Saison wieder in die Regionalliga Nord ab. Im Jahr 2010 gelang der Mannschaft die Rückkehr in die zweite Liga. Die Mannschaft nennt sich auch „Hurricanes“. Zum Ende der Saison 2011/12 zog sich der VfL freiwillig aus der 2. Bundesliga zurück und startete in der folgenden Saison in der Oberliga. Für die Drittliga-Saison 2021/22 qualifizierte man sich da nur der VfL und SV Werder Bremen II für den Drittligaaufstieg meldeten. Die Klasse konnte nicht gehalten werden, wobei sie dabei freiwillig auf die Chance auf den Klassenerhalt durch die Abstiegsrunde verzichteten.

### Feldhandball
Der größte Erfolg der Handballabteilung wurde auf dem Großfeld errungen, wo der VfL Wolfsburg im Jahr 1963 deutscher Meister wurde. Im Endspiel in Wuppertal wurde am 27. Oktober des Jahres der BSV Solingen 98 mit 9:6 bezwungen. Bereits in der Meisterschafts-Endrunde 1958 war die Mannschaft in das Finale vorgedrungen, unterlag damals allerdings Hamborn 07 mit 9:10. Peter Baronsky und Paul Schwope vom VfL wurden mit der gesamtdeutschen Mannschaft bei der Feldhandball-Weltmeisterschaft 1959 Weltmeister.
Der VfL Wolfsburg wurde 1956 bis 1962 siebenmal nacheinander Meister der Verbandsliga Niedersachsen (damals die höchste Spielklasse) und gewann 1958 bis 1963 sechsmal hintereinander die Endrunde um die norddeutsche Meisterschaft, an der die Meister und Vizemeister der vier Verbandsligen Norddeutschlands (außer Niedersachsen noch Nordsee, Hamburg und Schleswig-Holstein) teilnahmen. Über diese qualifizierten sich die „Wölfe“ von 1957 bis 1965 auch neunmal in Folge für die Endrunde um die deutsche Meisterschaft, die im K.-o.-System mit den bestplatzierten der jeweilige Regionalmeisterschaften ausgetragen wurde.
In der Saison 1967 gehörte der VfL Wolfsburg zu den Gründungsmitgliedern der Feldhandball-Bundesliga, steig jedoch nach der ersten Spielzeit mit nur einem einzigen Sieg (10:7 gegen TuS Wellinghofen) und einem Remis (12:12 bei BSV Solingen 98) bei außerdem 16 Niederlagen ab und schaffte den Wiederaufstieg in die höchste Spielklasse in der Folge nicht mehr.
Der VfL Wolfsburg in der Endrunde um die deutsche Feldhandballmeisterschaft:
| Saison  | Achtelfinale                | Viertelfinale                    | Halbfinale                       | Endspiel                |
| ------- | --------------------------- | -------------------------------- | -------------------------------- | ----------------------- |
| 1956/57 | (A) 18:12 Polizei SV Berlin | (H) 14:9 TSV Bayer 04 Leverkusen | (A) 14:15 SG Leutershausen       | –                       |
| 1957/58 | (H) 20:12 RSV Mülheim       | (A) 19:13 Frisch Auf Göppingen   | (H) 14:10 BSV Solingen 98        | (N) 9:10 SV Hamborn 07  |
| 1958/59 | (H) 22:11 SG Leutershausen  | (A) 11:14 TuS Lintfort           | –                                | –                       |
| 1959/60 | (H) 19:15 VfL Gummersbach   | (H) 17:8 Charlottenburger HC     | (A) 8:10 TSV Ansbach             | –                       |
| 1960/61 | (A) 16:10 SG Dietzenbach    | (H) 12:13 TuS Lintfort           | –                                | –                       |
| 1961/62 | (H) 17:10 SG Leutershausen  | 17:15, 12:16 Grün-Weiß Dankersen | –                                | –                       |
| 1962/63 | (H) 18:15 TuS Lintfort      | 20:10, 16:11 TSG Ketsch          | 18:14, 15:14 Grün-Weiß Dankersen | (N) 9:6 BSV Solingen 98 |
| 1963/64 | 16:13, 19:17 TV Oppum       | 14:9, 12:14 TB Esslingen         | 10:9, 10:15 TuS 05 Wellinghofen  | –                       |
| 1964/65 | 10:9, 10:13 TSV Birkenau    | –                                | –                                | –                       |
| 1965/66 | nicht qualifiziert          |                                  |                                  |                         |
| 1966/67 | Bundesliga Gr.Nord          | 10. Platz (Abstieg)              | 1 S – 1 U – 16 N                 | 180:270 T. / 3:33 Pkt.  |

## Judo
Seit 1953 gibt es die Judo-Sparte im VfL Wolfsburg. Der bekannteste Judoka im Verein war Klaus Glahn, der unter anderem Zweiter der Judo-Weltmeisterschaften 1971, Silbermedaillengewinner bei den Olympischen Sommerspielen 1972 in München sowie 15-mal Deutscher Meister war.
Frank Wieneke erreichte bei den Olympischen Spielen 1984 in Los Angeles die Goldmedaille in seiner Gewichtsklasse. Außerdem wurde er 1986 Europameister und gewann bei den Olympischen Spielen 1988 in Seoul die Silbermedaille.
Die Judo-Mannschaft des VfL Wolfsburg errang zwischen 1972 und 1990 elfmal den deutschen Mannschaftsmeistertitel. Von 1979 bis 1981 gewann sie den Europacup. In den Jahren 1987 und 1988 belegten sie Platz 2
Alexander von der Groeben war in den 1980ern ein erfolgreicher Judokämpfer. Neben Titeln bei den deutschen Meisterschaften sowohl im Einzel als auch in der Mannschaft des VfL Wolfsburg waren seine wichtigsten sportlichen Erfolge die Siege bei den Europameisterschaften 1984 in Lüttich und 1985 in Hamar sowie der dritte Platz bei den Weltmeisterschaften 1989 in Belgrad. 1984 und 1988 nahm er an den Olympischen Spielen teil, gewann aber keine Medaille.

## Leichtathletik
Zahlreiche erfolgreiche Leichtathleten waren Mitglied im VfL Wolfsburg. Zu ihnen zählt Hildegard Falck, die bei den Olympischen Spielen 1972 in München die Goldmedaille im 800-Meter-Lauf der Frauen holte. Zudem war sie Weltrekordlerin über diese Strecke. Zu den wenigen Leichtathleten beim VfL Wolfsburg gehört in den 2010er Jahren der Sprinter und Weitspringer Sven Knipphals.

## Hockey
Die Hockey-Nationalspielerin und Weltmeisterin von 1976 sowie achtmalige deutsche Meisterin Margit Müller spielte von 1960 bis 1966 sowie ab 1978 für die Mannschaft des VfL Wolfsburg.

## Wasserball
Eine Schwimmabteilung wurde bereits 1947 ins Leben gerufen, das erste Hallenbad in Wolfsburg allerdings erst 1963 eröffnet. Die Wasserball-Mannschaft des Klubs wurde 1958 in Arpke allerdings Zweiter bei den damals recht populären deutschen Bestenkämpfen für Vereine ohne Winterbad (VoW). Die Wasserballgruppe wechselte 1994 geschlossen zum VfL Wittingen.

## Triathlon
Der Triathlet Konstantin Bachor startete für den VfL Wolfsburg.

## Darts
Seit dem 1. Juni 2010 ist Darts als Abteilung des VfL Wolfsburg mit 10 Boards in der VfL Gaststätte ansässig. Für Turniere steht eine portable Boardanlage zur Verfügung. Um die ehemaligen Bundesligaspieler René Grützmacher und Thorsten Rösler bildete sich die erste, vorerst sechs Spieler umfassende Mannschaft der neuen Abteilung Darts, die bereits 2013 fünf Mannschaften im BBDV e. V. melden konnte. Nach 5 Aufstiegen in Folge spielt das A-Team seither in der Niedersachsenliga um dem Aufstieg in die Bundesliga.
Seit 2012 werden auch eine regelmäßige Turnierserie und Verbandsturniere ausgerichtet.
Die bisher größten Erfolge für den VfL Wolfsburg waren ein 3. Platz bei der "Waterkant-Trophy" im Doppel, der 5. Platz bei der deutschen Meisterschaft im Doppel sowie der Gewinn des Herrenteams und Länderpokals mit Niedersachsen bei den German Masters 2013. Hinzu kommen eine Vielzahl an Titeln auf Landes- und Bezirksebene.